# Palorchestes
Palorchestes (gr. "saltador antiguo") es un género extinto de marsupial diprotodonto de la familia Palorchestidae, propio de Australia. 

## Descripción
La especie mayor, Palorchestes azael, era casi tan grande como un caballo, midiendo cerca de 2.5 metros de longitud y con un peso de cerca de 200 kilogramos, dotado de cuatro poderosas extremidades. Se ha sugerido por la apariencia de los huesos nasales del animal que este poseía una corta probóscide, lo que ha llevado a que se le llame el "tapir marsupial". Dado que no estaba emparentado con los tapires, esta similitud en la forma de la nariz sería un ejemplo de evolución convergente. Las patas delanteras de Palorchestes tenían grandes garras, similares a las de los koalas, las cuales probablemente usaba para acercarse las hojas y arrancar la corteza de los árboles.
La larga sínfisis en la mandíbula inferior en todas las especies de Palorchestes indica que la lengua era larga y protrusible, como la de una jirafa.
Los restos fosilizados de Palorchestes azael se han hallado en el sitio fósil de las cavernas de Naracoorte en Australia.

## Etimología
El nombre del género fue acuñado por sir Richard Owen, quien pensó inicialmente que se trataba de la mandíbula fragmentaria inferior de un canguro prehistórico. No fue hasta que se encontraron más restos postcraneales que no se cayó en cuenta de que Palorchestes estaba emparentado con los diprodóntidos, no con los canguros.

## Filogenia

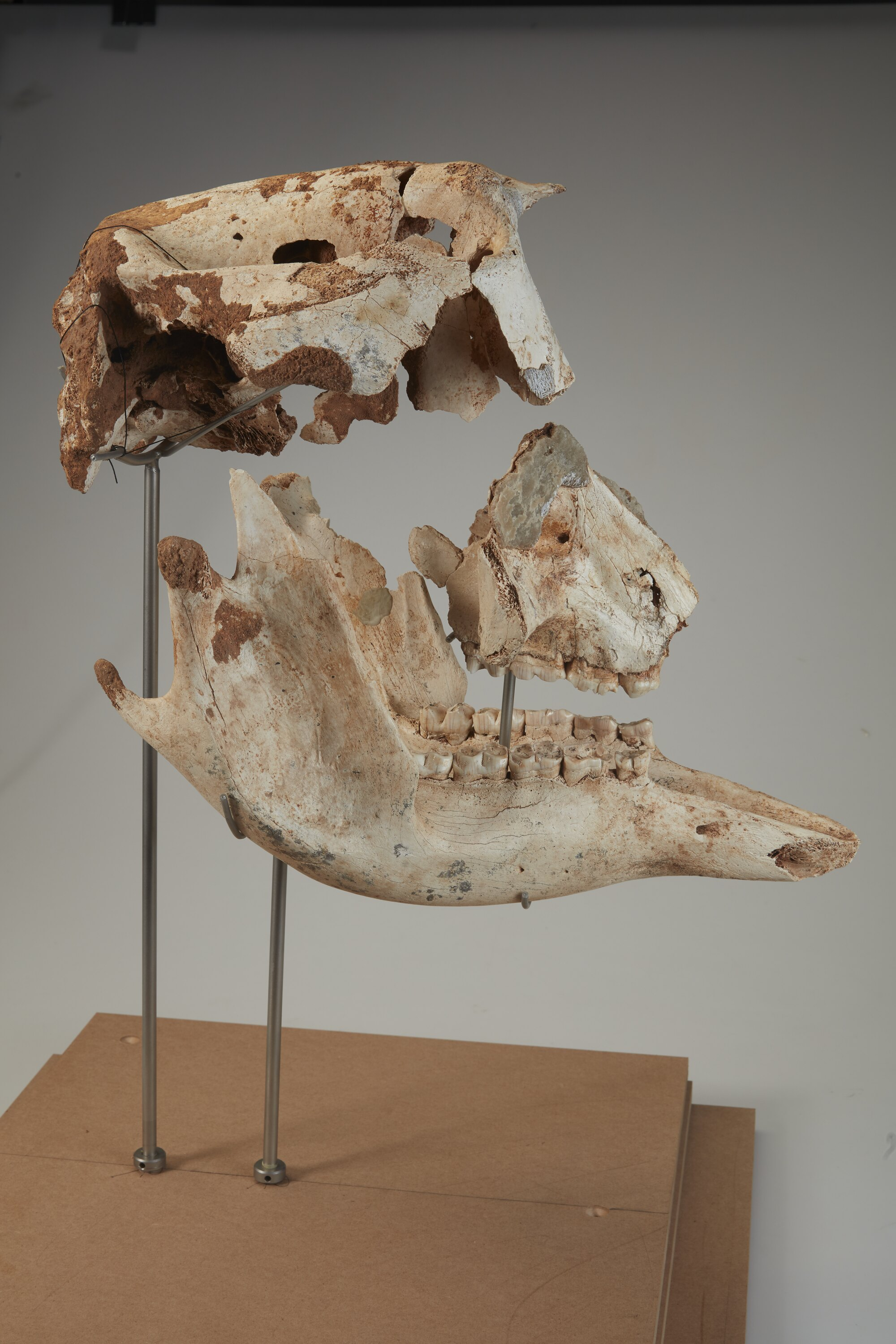
Cráneo y mandíbulas articulados de Palorchestes azael (P 216490).

Los palorquéstidos eran diprotodontoides, encontrando diferencias suficientes con respecto a Diprotodontidae como para justificar una familia separada, Palorchestidae. Si bien se ha cuestionado la monofilia de esta familia, un análisis filogenético reciente a gran escala respalda firmemente la separación de los palorquéstidos a nivel familiar.
Propalorchestes, un palorquéstido más antiguo y, probablemente, ancestro de Palorchestes, se data desde el Oligoceno tardío hasta el Mioceno medio en Bullock Creek, Territorio del Norte, y Riversleigh, noroeste de Queensland. El primer molar de la especie más antigua conocida de Palorchestes, la forma transicional P. anulus, presenta una estructura intermedia entre los molares de Propalorchestes y los de especies posteriores de Palorchestes. Palorchestes (P. painei) coexiste con Propalorchestes en el yacimiento de Alcoota, del Mioceno tardío. No obstante, las seis especies de Palorchestes no se solaparon en el tiempo, y se puede ver como con el paso del tiempo estos animales aumentaron su tamaño y sus dientes se volvieron más complejos y de coronas más altas.